# Långtjärnen (Mattmars socken, Jämtland)
Långtjärnen är en sjö i Åre kommun i Jämtland och ingår i Indalsälvens huvudavrinningsområde.